# St. Hermann Josef (Floßdorf)

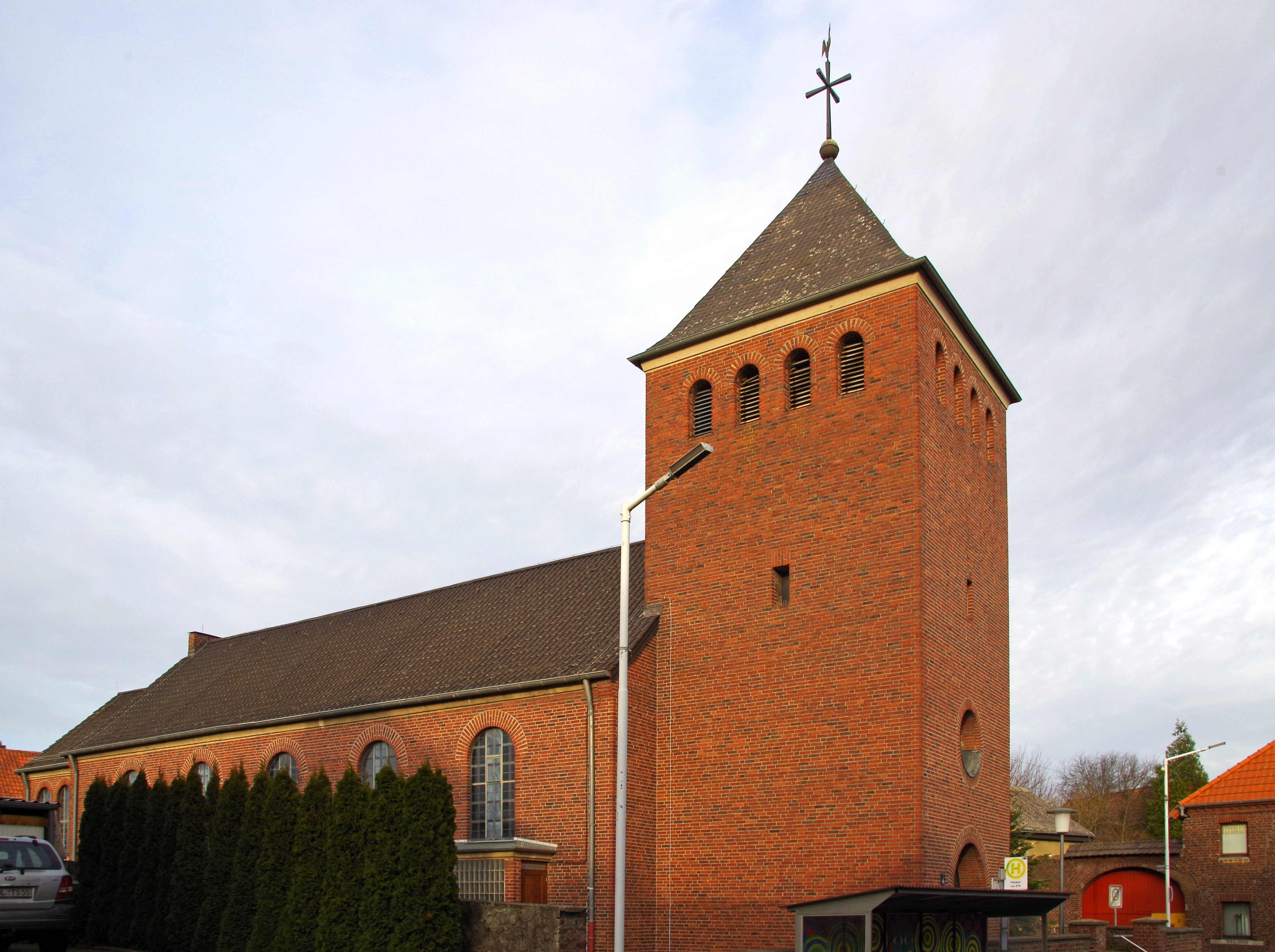
St. Hermann Josef (Floßdorf), Südwestseite

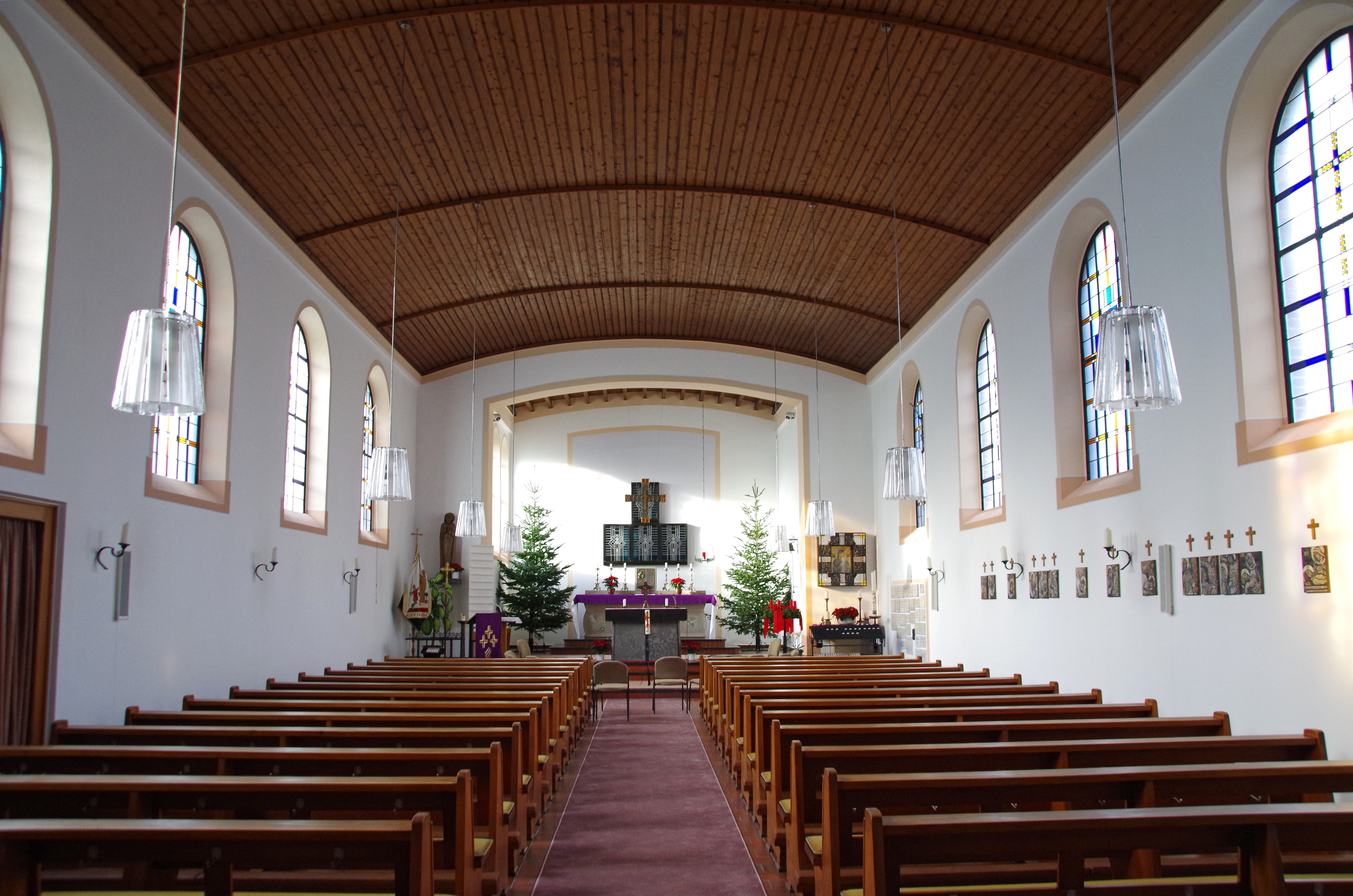
Blick ins Kirchenschiff

St. Hermann Josef ist die römisch-katholische Pfarrkirche von Floßdorf, einem Stadtteil von Linnich, im Kreis Düren in Nordrhein-Westfalen.

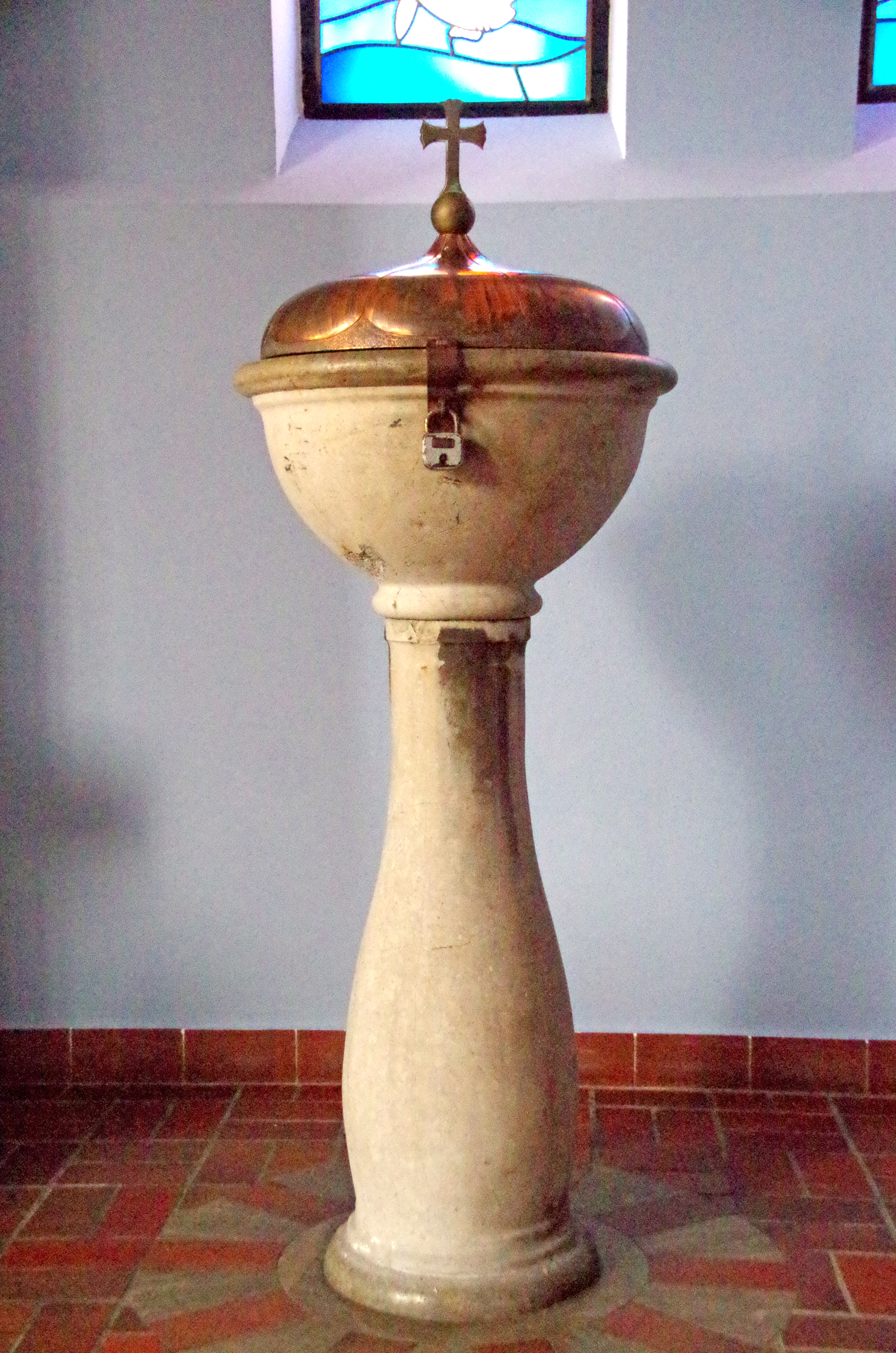
Taufstein von 1772

Die Kirche ist dem hl. Hermann Joseph von Steinfeld geweiht. 

## Lage
Das Kirchengebäude befindet sich im Ortszentrum von Floßdorf an der Ecke Große Straße / Kleine Straße. 

## Geschichte
In Floßdorf hat es ursprünglich keine Kirche gegeben. Eine erste Kapelle konnte 1817 durch eine Stiftung der Eheleute Josef und Katharina Engels, geb. Daniels, erbaut werden. Zu dieser Zeit gehörte der Ort noch zur Pfarre St. Martinus Barmen. Im Jahr 1823 erhielt Floßdorf erstmals einen eigenen Geistlichen. 
1866 wurde Floßdorf von der Mutterpfarre Barmen abgetrennt und zur eigenständigen Pfarrei erhoben.
Die 1816 erbaute Kapelle wurde zwischen 1863 und 1864 durch eine neue Kirche ersetzt, die 1866 zur Pfarrkirche erhoben wurde. Im Zweiten Weltkrieg wurde die Pfarrkirche am 30. November 1944 durch deutsche Truppen gesprengt und vollständig zerstört.
Nachdem die Trümmer der zerstörten Kirche beseitigt worden waren, konnte zwischen 1953 und 1954 die heutige Pfarrkirche erbaut werden. Die Pläne fertigte der Linnicher Architekt Werner Finkeldei an. Die feierliche Konsekration fand am 8. Juni 1954 statt.

## Baubeschreibung
St. Hermann Josef ist eine einschiffige Saalkirche aus Backstein in fünf Fensterachsen. Der Kirchenbau ist nicht wie üblich geostet, sondern hat eine Nord-Süd-Ausrichtung. Der Glockenturm ist dem Kirchenschiff im Süden vorgebaut, besitzt vier Geschosse und wird von einem Zeltdach bekrönt. Der Chor ist im Norden an das Kirchenschiff angebaut und ist rechteckig. Der Innenraum wird von einer leicht gewölbten Holzdecke überspannt. Die Fenster sind alle rundbogig.

## Ausstattung
Im Innenraum befindet sich eine moderne Ausstattung. Lediglich der Taufstein aus dem Jahr 1772 überstand die Zerstörungen und konnte in die neue Kirche übernommen werden. Die 14 Kreuzwegstationen sind Mosaike eines Münchner Künstlers aus dem Jahr 1962. Die Buntglasfenster im Chor sind Arbeiten von Ernst Jansen-Winkeln und die Fenster im Kirchenschiff wurden nach Entwürfen von Friedrich Oidtmann durch die Firma Dr. H. Oidtmann aus Linnich ausgeführt.
Die Orgel, gebaut von der Firma Walcker, hat die folgende Disposition:
| Manual    |      |
| Gedackt   | 8′   |
| Prinzipal | 4′   |
| Rohrflöte | 4′   |
| Oktave    | 2′   |
| Mixtur    | 2-3f |

| Pedal  |     |
| Subbaß | 16′ |

- Koppel: Man./Ped.

## Maria-Hilf-Oktav
Seit 1872 findet jedes Jahr im Juni die Maria-Hilf-Oktav statt. Die Oktavfeier wurde 1872 vom damaligen Pfarrer Wilhelm Limbach ins Leben gerufen. Anlass war der Kauf einer Kopie des Gnadenbildes von der Immerwährenden Hilfe. Die Oktavfeier dauert immer acht Tage, zu der Pilger aus den umliegenden Gemeinden kommen. Die Woche steht in jedem Jahr unter einem bestimmten Leitgedanken.

## Pfarrer
Folgende Pfarrer wirkten bislang an St. Hermann Josef (bis 1866 trugen die Seelsorger den Titel Rektor und unterstanden dem Pfarrer von Barmen):
| von – bis | Name                           |
| --------- | ------------------------------ |
| 1823–?    | Pater Laurentius Abel (Rektor) |
| 1866–1892 | Wilhelm Limbach                |
| 1925–1939 | Max Sauer                      |
| 1939–1954 | Johannes Faust                 |
| 1954–1958 | Heinrich Dentel                |
| 1958–1962 | Georg Bonczkowitz              |
| 1963–1967 | Pater Johannes Strauß          |
| 1967–1970 | Pater Rudolf Witting           |
| 1970–1976 | Pater Gottfried Hecker         |
| 1976–1989 | Pater Johannes Weindorf        |
| 1989–?    | Pater Hans Wessling            |
| 2002–2006 | Christoph Graaff               |
| Seit 2008 | Heinz Philippen                |